# House Foods
House Foods Corporation (ハウス食品株式会社 Hausu Shokuhin Kabushikigaisha?) es una de las principales marcas y fabricantes de alimentos de Japón. Comenzó a funcionar en 1913 en Osaka como Urakami Shoten, y empezó a vender curry en 1926. Tiene su sede central en Higashiōsaka (Osaka).
House Foods es famosa por sus marcas de curry japonés Vermont Curry y Jawa Curry. También fabrica aperitivo, fideos y bebidas refrescantes como el Ramune.